# Doppel (Gemeinde Kirchstetten)
Doppel ist eine Ortschaft und eine Katastralgemeinde der Marktgemeinde Kirchstetten im Bezirk St. Pölten-Land in Niederösterreich. Die Ortschaft hat 101 Einwohner (Stand 1. Jänner 2024).

## Geografie
Das Dorf befindet sich nördlich von Kirchstetten in einem kleinen Tal, das zum Wolfsbach entwässert. Durch den Ort führt die Landesstraße L2018 und in der Ortschaft liegen weiters die Rotte Kronhof und der Haidhof.

## Geschichte
Im Jahr 1822 wurde der Ort als Dorf mit 21 Häusern genannt, das nach Totzenbach eingepfarrt war, wohin auch die Kinder eingeschult wurden. Die Herrschaft Neulengbach besaß die Ortsobrigkeit und übte die Landgerichtsbarkeit aus, die Herrschaft Totzenbach besorgte die Konskription. Die Untertanen und Grundholde des Ortes gehörten den Herrschaften Neulengbach, St. Pölten, Purkersdorf, St. Andrä, Totzenbach und Jeutendorf.
Laut Adressbuch von Österreich waren im Jahr 1938 in Doppel ein Gastwirt, ein Wasenmeister und eine Landwirtin mit Ab-Hof-Verkauf ansässig. Bis zur Eingemeindung nach Kirchstetten war der Ort ein Bestandteil der damaligen Gemeinde Totzenbach.

## Persönlichkeiten
- Heidemaria Onodi (* 1957), Abgeordnete zum Nationalrat, Abgeordnete zum Landtag und Zweite Landtagspräsidentin, wurde hier geboren